# Fondation J. Armand Bombardier
La fondation J. Armand Bombardier est un organisme privé constitué en 1965 dans le but de soutenir l'éducation, la santé, les arts et la culture, et les organismes communautaires.
Joseph-Armand Bombardier a commencé à faire des dons, au départ, dans la région de Valcourt où se trouvaient les activités de son usine. Les activités de la fondation ont étendu ce territoire en devenant le bras philanthropique de la Société Bombardier au Canada.
L'organisme a remis près de 10 000 dons à environ 1500 institutions et organismes canadiens pour un total de 100 M$.